# Eugenio Barsanti
Pater Eugenio Barsanti (* 12. Oktober 1821 in Pietrasanta, Toskana; † 18. April 1864 in Seraing, Belgien), auch Nicolò genannt, war ein italienischer Ingenieur, welcher zusammen mit Felice Matteucci den ersten Verbrennungsmotor entwickelte. Am 12. Juni 1857 ließen die beiden in London folgendes Patent registrieren: „Specification of Eugene Barsanti and Felix Matteucci, Obtaining Motive Power by the Explosion of Gasses“.

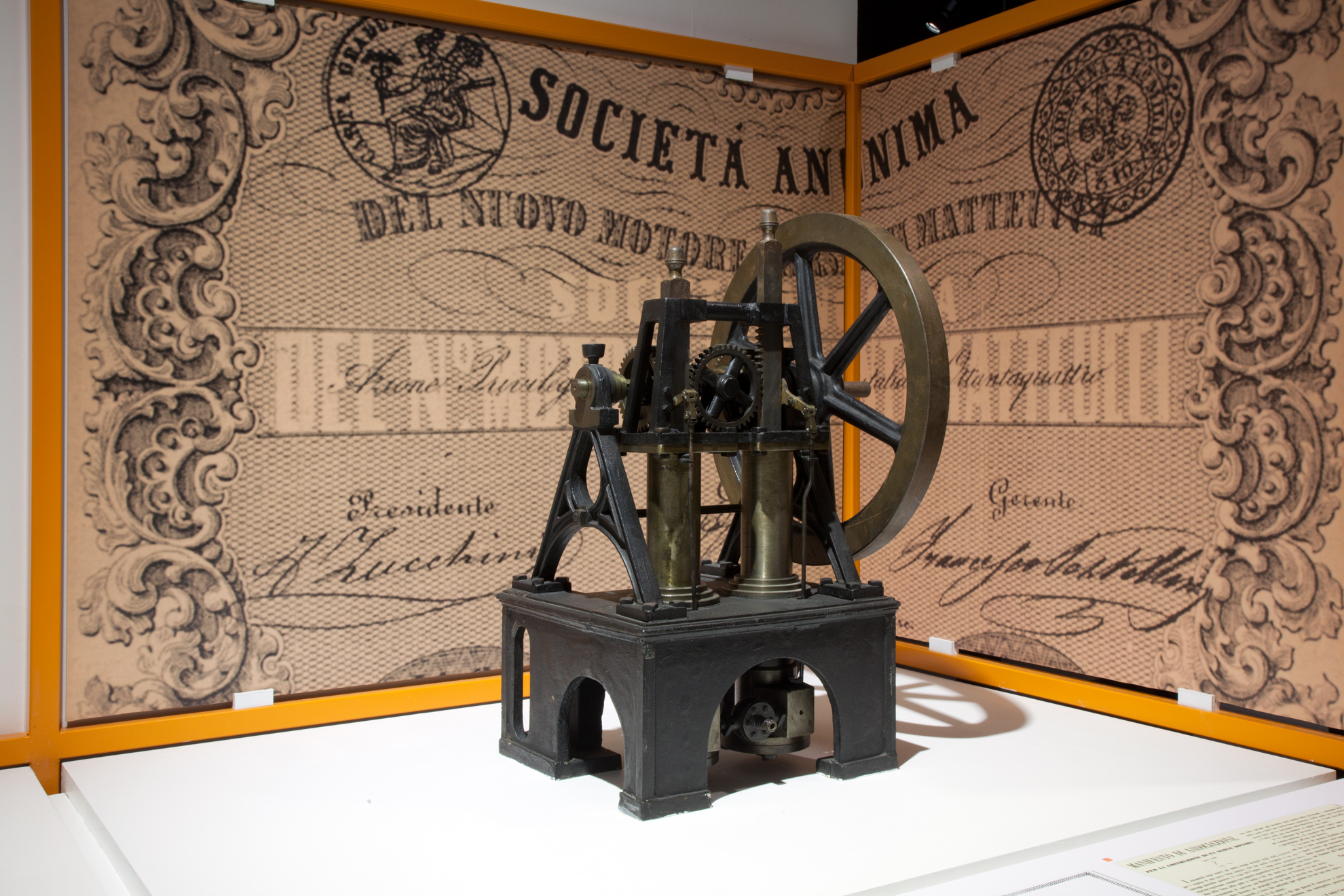
Verbrennungsmotor des Barsanti und des Matteucci 1854, Nachbau im Museo nazionale della scienza e della tecnologia Leonardo da Vinci, Mailand

Es gibt nur noch eine Zeichnung von 1858.

## Leben und Werk
Barsanti wurde in Pietrasanta in der Toskana geboren. Er war klein und schlank, studierte in einem religiös und wissenschaftlich orientierten Institut bei Lucca in der Toskana und wurde 1838 in Florenz Novize bei den Piaristen (italienisch auch: Scolopi), die für ihre wissenschaftlichen Studien bekannt waren.
1841 begann Barsanti, im Collegio San Michele in Volterra zu lehren. Hier erkannte er während einer Vorlesung über die Explosion eines Wasserstoff-Luft-Gemisches das Potential, die Energie der Ausdehnung der Verbrennungsgase in einem Motor zu nutzen.
Später, als er in einem Institut in Florenz unterrichtete, traf er Felice Matteucci, einen Hydraulik-Ingenieur. Matteucci war begeistert von der Idee für die Maschine, und die beiden Männer arbeiteten den Rest ihres Lebens zusammen.
Sie ließen ihre Erfindung am 12. Juni 1854 in London patentieren, weil die Gesetze im noch nicht vereinigten Italien keinen ausreichenden internationalen Schutz gewährleisten konnten. Der Prototyp wurde später in den 1860er Jahren vervollständigt. Als Jahr der Erfindung gilt 1853.
Der Hauptvorteil des Barsanti-Matteucci-Motors war die Nutzung der Rückholkraft des Kolbens durch die Abkühlung des Gases. Andere Entwicklungen, die auf der vorwärtsdrückenden Kraft der Explosion basierten, wie die von Étienne Lenoir aus Frankreich, waren langsamer. Die Barsanti-Matteucci-Maschine erwies sich als effizienter und gewann eine Silbermedaille des Instituts für Wissenschaft der Lombardei.
1856 entwickelte er einen Zweizylinder-5-PS-Motor und zwei Jahre später bauten sie eine gegenläufig drehende Zweikolbenmaschine.
Barsanti schätzte, dass der neue Motor eine große Verbesserung gegenüber der Dampfmaschine sei, viel sicherer, weniger schwerfällig und schnell zu betreiben. Er war allerdings noch nicht leicht genug, um in einem Automobil eingesetzt zu werden. Das Hauptziel war, in Fabriken und für den Schiffsantrieb mechanische Energie bereitzustellen.
Nach einiger Suche wählten Barsanti und Matteucci die Gießerei von John Cockerill in Seraing in Belgien um eine 4-PS-Maschine in Serie zu produzieren. Aufträge für die Maschine folgten bald aus vielen Ländern Europas.
Barsanti starb am 18. April 1864 plötzlich in Seraing an Typhus und Matteucci war allein nicht in der Lage, das Geschäft zu führen. Die Entwicklung der Maschine schlug fehl und Matteucci kehrte in seinen ersten Beruf zurück – zur Hydraulik.
Als Nicolaus Otto seinen Motor patentierte, behauptete Matteucci erfolglos, dass er und Barsanti die ursprünglichen Erfinder seien.
Barsanti und Matteucci sind auf einer italienischen Briefmarke von 2003 abgebildet, die an das 150-jährige Jubiläum der Erfindung erinnert.